# Sandgrube

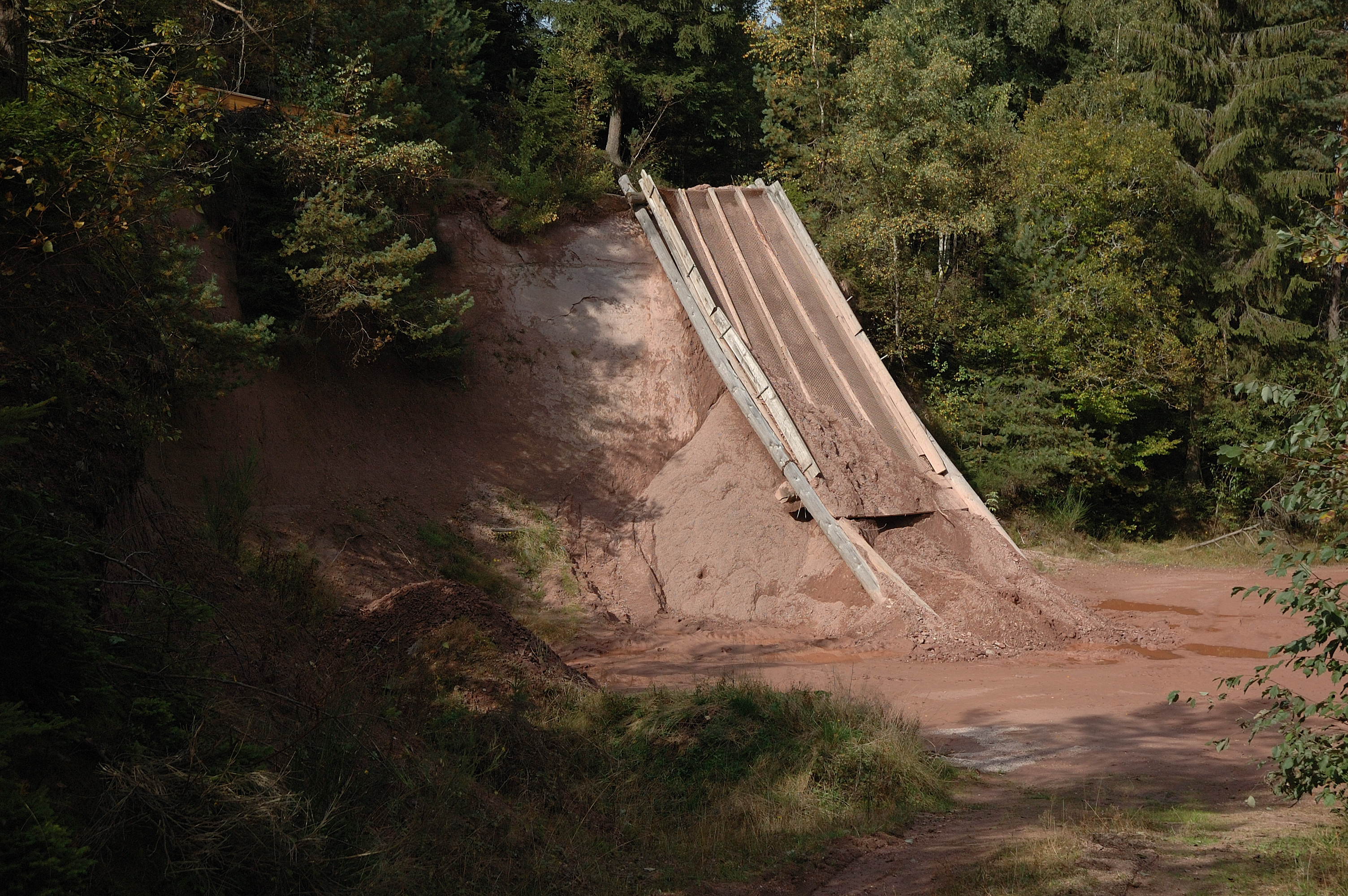
Aufgelassene Sandwäsche bei Lauterbach im Schwarzwald

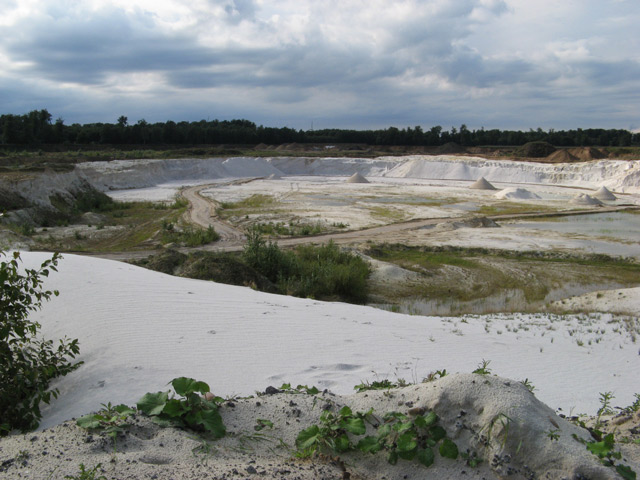
Sandgrube Uhry bei Königslutter, Niedersachsen

Als Sandgrube, Sandwerk, Sandkuhle oder Sandwäsche werden Abbaustellen von Sand aus den obersten Sedimentschichten im Tagebau bezeichnet. Die abgebauten Materialien zählen zu den Massenrohstoffen des Bauwesens.
Geeignete Stellen für Sandgruben finden sich vor allem im Unterlauf breiter Täler und in Flussebenen, wo das Gefälle des Flusses bereits gering ist und kein großer Anteil an Schotter oder Kies mehr abgelagert werden kann. Auch in der Molassezone des Alpenvorlandes sind zahlreiche Sandgruben zu finden. Ebenso in der Norddeutschen Tiefebene, wo das pleistozäne Inlandeis große Menge an Sand und Kies ablagerte.
Der Abbau kann mit verschiedenen Arten von Baggern erfolgen, bei lockerem Sand und kleinen Mengen aber auch manuell (mit der Schaufel). Verschiedenorts sind Archäologen auch auf Sandgruben aus der Steinzeit gestoßen.
Im Gegensatz zu Schotter- und Kiesgruben füllen sich Sandgruben nach Ende des Abbaus nicht so deutlich mit Grundwasser, weil die hydrologischen Verhältnisse anders sind, und die Böschungen leichter zu Rutschungen neigen als bei festerem Gestein. Ungeachtet der bergmännischen Unterscheidung spricht man in beiden Fällen von Baggersee.
Abgesoffene Abbaugruben ebenso wie brach liegengelassene sind bei der – absichtlichen wie auch natürlichen – Renaturierung als Sonderstandorte meist von besonderem ökologischen wie auch naturschützerischem Interesse. Daneben bieten sich bei reizvolleren Überresten aber auch Nachnutzungen zu Freizeitzwecken an.